# Jeux africains de la jeunesse de 2010
Navigation
Édition suivante
Les Iers Jeux africains de la jeunesse se déroulent au Maroc, du 13 au 18 juillet 2010.
Environ 1 500 sportifs âgés de 13 à 17 ans participent cette édition qui se déroule dans plusieurs villes du pays dont Rabat, Casablanca, Mohammédia, Témara, Salé, Sidi Allal El Bahraoui, Khémisset et Bouznika qui accueille le village des Jeux et les cérémonies de remise des médailles aux vainqueurs.
Seize disciplines sont présentes au programme de ces Jeux : football, basket-ball, tennis de table, cyclisme, boxe, aviron, natation, judo, haltérophilie, taekwondo, escrime, tir sportif, athlétisme, lutte, tennis et canoë-kayak.